# Lista zawodowych mistrzów świata wagi średniej w boksie
Waga średnia jest jedną z 8 klasycznych kategorii boksu zawodowego. Została wprowadzona w latach 50. XIX w. dla pięściarzy o wadze 140-166 funtów. W roku 1889 Amateur Boxing Association of England Ltd (ABA) określił jej limit na 158 funtów a w 1909 Londyński National Sporting Club na 160 funtów. Obecnie wynosi 72,6 kg (160 funtów).
Pierwszym powszechnie uznawanym mistrzem świata był Irlandczyk Nonpareil Jack Dempsey, od roku 1890 bezdyskusyjnie. Do roku 1986 praktycznie był jeden powszechnie uznawany mistrz świata. Po powstaniu nowych organizacji boksu zawodowego, każda uznaje swoich mistrzów świata i prowadzi własne listy bokserów ubiegających się o tytuł. Poniżej zestawiono mistrzów świata powszechnie uznanych oraz czterech podstawowych organizacji boksu zawodowego:
– World Boxing Association (WBA) powstała w roku 1962 na bazie istniejącej od 1921 roku National Boxing Association (NBA),
– World Boxing Council (WBC) założona w roku 1963,
– International Boxing Federation (IBF) założona w 1983,
– World Boxing Organization (WBO) założona w roku 1988.
| Zdobycie tytułu | Utrata tytułu        | Mistrz                  | Mistrz                               | Organizacja                  | Obrona tytułu |
| --- | -------------------- | ----------------------- | ------------------------------------ | ---------------------------- | ------------- |
| 18 lutego 1890 | 14 stycznia 1891     | Nonpareil Jack Dempsey  | Irlandia                             | Uniwersalny                  | 4             |
| 14 stycznia 1891 | 26 września 1894     | Bob Fitzsimmons         | Wielka Brytania                      | Uniwersalny                  | 1             |
| Fitzsimmons zrezygnował z tytułu przechodząc do wagi ciężkiej. |                      |                         |                                      |                              |               |
| 26 grudnia 1896 | 17 grudnia 1897      | Kid McCoy               | Stany Zjednoczone                    | Uniwersalny                  | 0             |
| McCoy zrezygnował z tytułu przechodząc do wagi ciężkiej. |                      |                         |                                      |                              |               |
| 24 października 1898 | 5 grudnia 1906       | Tommy Ryan              | Stany Zjednoczone                    | Uniwersalny                  | 7             |
| Ryan zrezygnował z tytułu ogłaszając zakończenie kariery (po niedługim czasie wrócił na ring). |                      |                         |                                      |                              |               |
| 2 września 1907 | 7 września 1908      | Stanley Ketchel         | Stany Zjednoczone                    | Uniwersalny                  | 1             |
| 7 września 1908 | 26 listopada 1908    | Billy Papke             | Stany Zjednoczone                    | Uniwersalny                  | 0             |
| 26 listopada 1908 | 15 października 1910 | Stanley Ketchel         | Stany Zjednoczone                    | Uniwersalny                  | 0             |
| Ketchel 15 października 1910 został zamordowany na ranczo w Conway. |                      |                         |                                      |                              |               |
| 22 lutego 1912 | 11 października 1913 | Frank Klaus             | Stany Zjednoczone                    | Uniwersalny                  | 2             |
| 11 października 1913 | 7 kwietnia 1914      | George Chip             | Stany Zjednoczone                    | Uniwersalny                  | 5             |
| 7 kwietnia 1914 | 14 listopada 1917    | Al McCoy                | Stany Zjednoczone                    | Uniwersalny                  | 1/6           |
| 14 listopada 1917 | 6 maja 1920          | Mike O’Dowd             | Stany Zjednoczone                    | Uniwersalny                  | 8             |
| 6 maja 1920 | 31 sierpnia 1923     | Johnny Wilson           | Stany Zjednoczone                    | Uniwersalny                  | 4             |
| 31 sierpnia 1923 | 26 lutego 1926       | Harry Greb              | Stany Zjednoczone                    | Uniwersalny                  | 5             |
| 26 lutego 1926 | 3 grudnia 1926       | Tiger Flowers           | Stany Zjednoczone                    | Uniwersalny                  | 1             |
| 3 grudnia 1926 | 1931                 | Mickey Walker           | Stany Zjednoczone                    | Uniwersalny                  | 4             |
| Walker zrezygnował z tytułu przechodząc do wyższej kategorii. |                      |                         |                                      |                              |               |
| 25 stycznia 1932 | 11 czerwca 1932      | Gorilla Jones           | Stany Zjednoczone                    | NBA                          | 1             |
| 11 czerwca 1932 | 4 lipca 1932         | Marcel Thil             | Francja                              | NBA                          | 1             |
| Thil po udanej obronie zrezygnował z tytułu NBA pozostając do 1937 mistrzem organizacji IBU. |                      |                         |                                      |                              |               |
| 30 października 1933 | 11 września 1934     | Vince Dundee            | Stany Zjednoczone                    | Uniwersalny                  | 2             |
| 11 września 1934 | 19 września 1935     | Teddy Yarosz            | Stany Zjednoczone                    | Uniwersalny                  | 0             |
| 19 września 1935 | 11 lipca 1936        | Babe Risko              | Stany Zjednoczone                    | Uniwersalny                  | 1             |
| 11 lipca 1936 | 26 lipca 1938        | Freddie Steele          | Stany Zjednoczone                    | Uniwersalny                  | 5             |
| 26 lipca 1938 | 1 listopada 1938     | Al Hostak               | Stany Zjednoczone                    | NBA                          | 0             |
| 1 listopada 1938 | 27 czerwca 1939      | Solly Krieger           | Stany Zjednoczone                    | NBA                          | 0             |
| 27 czerwca 1939 | 19 lipca 1940        | Al Hostak               | Stany Zjednoczone                    | NBA                          | 1             |
| 19 lipca 1940 | 28 listopada 1941    | Tony Zale               | Stany Zjednoczone                    | NBA                          | 1             |
| 28 listopada 1941 | 16 lipca 1947        | Tony Zale               | Stany Zjednoczone                    | Uniwersalny                  | 3             |
| 16 lipca 1947 | 10 czerwca 1948      | Rocky Graziano          | Stany Zjednoczone                    | Uniwersalny                  | 0             |
| 10 czerwca 1948 | 21 września 1948     | Tony Zale               | Stany Zjednoczone                    | Uniwersalny                  | 0             |
| 21 września 1948 | 16 czerwca 1949      | Marcel Cerdan           | Francja                              | Uniwersalny                  | 0             |
| 16 czerwca 1949 | 14 lutego 1951       | Jake LaMotta            | Stany Zjednoczone                    | Uniwersalny                  | 0             |
| 14 lutego 1951 | 10 lipca 1951        | Sugar Ray Robinson      | Stany Zjednoczone                    | Uniwersalny                  | 0             |
| 10 lipca 1951 | 12 września 1951     | Randy Turpin            | Wielka Brytania                      | Uniwersalny                  | 0             |
| 12 września 1951 | grudzień 1952        | Sugar Ray Robinson      | Stany Zjednoczone                    | Uniwersalny                  | 2             |
| Sugar Ray Robinson po porażce z Joey Maxim o tytuł w wadze półciężkiej ogłosił zakończenie kariery. Zdecydował się powrócić do boksu w 1954.                                                          |                      |                         |                                      |                              |               |
| 21 października 1953 | 9 grudnia 1955       | Bobo Olson              | Stany Zjednoczone                    | Uniwersalny                  | 3             |
| 9 grudnia 1955 | 2 stycznia 1957      | Sugar Ray Robinson      | Stany Zjednoczone                    | Uniwersalny                  | 1             |
| 2 stycznia 1957 | 1 maja 1957          | Gene Fullmer            | Stany Zjednoczone                    | Uniwersalny                  | 0             |
| 1 maja 1957 | 23 września 1957     | Sugar Ray Robinson      | Stany Zjednoczone                    | Uniwersalny                  | 0             |
| 23 września 1957 | 25 marca 1958        | Carmen Basilio          | Stany Zjednoczone                    | Uniwersalny                  | 0             |
| 25 marca 1958 | 22 stycznia 1960     | Sugar Ray Robinson      | Stany Zjednoczone                    | Uniwersalny                  | 0             |
| 22 stycznia 1960 | 11 lipca 1961        | Paul Pender             | Stany Zjednoczone                    | Uniwersalny                  | 3             |
| 11 lipca 1961 | 7 kwietnia 1962      | Terry Downes            | Wielka Brytania                      | Uniwersalny                  | 0             |
| 7 kwietnia 1962 | 7 maja 1963          | Paul Pender             | Stany Zjednoczone                    | Uniwersalny                  | 0             |
| Paul Pender zrezygnował z tytułu ogłaszając zakończenie kariery 7 maja 1963. |                      |                         |                                      |                              |               |
| 23 października 1962 | 10 sierpnia 1963     | Dick Tiger              | Nigeria                              | WBA                          | 2             |
| 10 sierpnia 1963 | 7 grudnia 1963       | Dick Tiger              | Nigeria                              | Uniwersalny (WBA i WBC)      | 0             |
| 7 grudnia 1963 | 21 października 1965 | Joey Giardello          | Stany Zjednoczone                    | Uniwersalny                  | 0             |
| 21 października 1965 | 25 kwietnia 1966     | Dick Tiger              | Nigeria                              | Uniwersalny                  | 0             |
| 25 kwietnia 1966 | 17 kwietnia 1967     | Emile Griffith          | Wyspy Dziewicze Stanów Zjednoczonych | Uniwersalny                  | 2             |
| 17 kwietnia 1967 | 29 września 1967     | Nino Benvenuti          | Włochy                               | Uniwersalny                  | 0             |
| 29 września 1967 | 4 marca 1968         | Emile Griffith          | Wyspy Dziewicze Stanów Zjednoczonych | Uniwersalny                  | 0             |
| 4 marca 1968 | 7 listopada 1970     | Nino Benvenuti          | Włochy                               | Uniwersalny                  | 4             |
| 7 listopada 1970 | 9 lutego 1974        | Carlos Monzón           | Argentyna                            | Uniwersalny                  | 8             |
| Carlos Monzón stracił tytuł WBC po odmowie walki z Rodrigo Valdezem. |                      |                         |                                      |                              |               |
| 9 lutego 1974 | 26 czerwca 1976      | Carlos Monzón           | Argentyna                            | WBA                          | 4             |
| 25 maja 1974 | 26 czerwca 1976      | Rodrigo Valdez          | Kolumbia                             | WBC                          | 4             |
| 26 czerwca 1976 | sierpień 1977        | Carlos Monzón           | Argentyna                            | Uniwersalny                  | 1             |
| Monzón ogłosił zakończenie kariery po udanej obronie tytułu z Rodrigo Valdezem. |                      |                         |                                      |                              |               |
| 5 listopada 1977 | 22 kwietnia 1978     | Rodrigo Valdez          | Kolumbia                             | Uniwersalny                  | 0             |
| 22 kwietnia 1978 | 30 czerwca 1979      | Hugo Corro              | Argentyna                            | Uniwersalny                  | 2             |
| 30 czerwca 1979 | 16 marca 1980        | Vito Antuofermo         | Włochy                               | Uniwersalny                  | 1             |
| 16 marca 1980 | 27 września 1980     | Alan Minter             | Wielka Brytania                      | Uniwersalny                  | 1             |
| 27 września 1980 | 27 maja 1983         | Marvin Hagler           | Stany Zjednoczone                    | Uniwersalny (WBA i WBC)      | 7             |
| 27 maja 1983 | 6 kwietnia 1987      | Marvin Hagler           | Stany Zjednoczone                    | Uniwersalny (WBA, WBC i IBF) | 4             |
| Marvin Hagler pokonując 27 maja 1983 Wilforda Scypiona został pierwszym mistrzem organizacji IBF. 6 kwietnia 1987 stracił w ringu tytuł WBC, a pozbawiony został tytułów IBF i WBA.                   |                      |                         |                                      |                              |               |
| 6 kwietnia 1987 | maj 1987             | Sugar Ray Leonard       | Stany Zjednoczone                    | WBC                          | 0             |
| Leonard ogłosił zakończenie kariery w maju 1987. Powrócił na ring 7 listopada 1988 zostając pierwszym mistrzem WBC w kategorii super średniej.                                                        |                      |                         |                                      |                              |               |
| 10 października 1987 | 28 lipca 1988        | Frank Tate              | Stany Zjednoczone                    | IBF                          | 1             |
| 23 października 1987 | marzec 1989          | Sumbu Kalambay          | Włochy                               | WBA                          | 3             |
| Kalambay został pozbawiony tytułu WBA za próbę zdobycia tytułu IBF w walce z Michaelem Nunnem 25 marca 1989.                                                                                          |                      |                         |                                      |                              |               |
| 29 października 1987 | 6 czerwca 1988       | Thomas Hearns           | Stany Zjednoczone                    | WBC                          | 0             |
| 6 czerwca 1988 | 24 lutego 1989       | Iran Barkley            | Stany Zjednoczone                    | WBC                          | 0             |
| 28 lipca 1988 | 10 maja 1991         | Michael Nunn            | Stany Zjednoczone                    | IBF                          | 5             |
| 24 lutego 1989 | 1989                 | Roberto Durán           | Panama                               | WBC                          | 0             |
| Durán zrezygnował z tytułu przygotowując się do konfrontacji z Sugar Ray Leonardem w super średniej.                                                                                                  |                      |                         |                                      |                              |               |
| 18 kwietnia 1989 | 29 kwietnia 1990     | Doug DeWitt             | Stany Zjednoczone                    | WBO                          | 1             |
| 10 maja 1989 | grudzień 1991        | Mike McCallum           | Jamajka                              | WBA                          | 3             |
| McCallum pozbawiony został tytułu WBA przed walką o tytuł IBF z Jamesem Toneyem 13 grudnia 1991. |                      |                         |                                      |                              |               |
| 29 kwietnia 1990 | 18 listopada 1990    | Nigel Benn              | Wielka Brytania                      | WBO                          | 1             |
| 18 listopada 1990 | 1991                 | Chris Eubank            | Wielka Brytania                      | WBO                          | 3             |
| Eubank zrezygnował z tytułu przystępując 22 czerwca 1991 z Michaelem Watsonem o wakujący tytuł WBO w super średniej.                                                                                  |                      |                         |                                      |                              |               |
| 24 listopada 1990 | 8 maja 1993          | Julian Jackson          | Wyspy Dziewicze Stanów Zjednoczonych | WBC                          | 4             |
| 10 maja 1991 | 13 lutego 1993       | James Toney             | Stany Zjednoczone                    | IBF                          | 6             |
| Toney zrezygnował z tytułu przechodząc do super średniej, gdzie 13 lutego 1993 pokonał Irana Barkleya w walce o tytuł IBF.                                                                            |                      |                         |                                      |                              |               |
| 20 listopada 1991 | 1992                 | Gerald McClellan        | Stany Zjednoczone                    | WBO                          | 0             |
| McClellan zdobył wakujący tytuł WBO po zwycięstwie nad Johnem Mugabi. Zrezygnował z obrony tytułu. |                      |                         |                                      |                              |               |
| 22 kwietnia 1992 | 1 października 1993  | Reggie Johnson          | Stany Zjednoczone                    | WBA                          | 3             |
| 8 maja 1993 | 1994                 | Gerald McClellan        | Stany Zjednoczone                    | WBC                          | 3             |
| McClellan zrezygnował z tytułu stając do walki z Nigelem Bellem o tytuł WBC w super średniej. |                      |                         |                                      |                              |               |
| 19 maja 1993 | 11 maja 1994         | Chris Pyatt             | Wielka Brytania                      | WBO                          | 2             |
| 22 maja 1993 | 27 maja 1994         | Roy Jones Jr.           | Stany Zjednoczone                    | IBF                          | 1             |
| Roy Jones Jr zdobył wakujący tytuł IBF pokonując Bernarda Hopkinsa. Zrezygnował z tytułu przechodząc do super średniej gdzie 18 listopada 1994 pokonał Jamesa Toneya i zdobył pas IBF.                |                      |                         |                                      |                              |               |
| 1 października 1993 | 1994                 | John David Jackson      | Stany Zjednoczone                    | WBA                          | 0             |
| 11 maja 1994 | marzec 1995          | Steve Collins           | Irlandia                             | WBO                          | 0             |
| Collins pozostawił wakujący tytuł po zwycięstwie 18 marca 1995 nad Chrisem Eubankiem o tytuł WBO w super średniej.                                                                                    |                      |                         |                                      |                              |               |
| 12 sierpnia 1994 | 19 grudnia 1995      | Jorge Fernando Castro   | Argentyna                            | WBA                          | 4             |
| 17 marca 1995 | 19 sierpnia 1995     | Julian Jackson          | Wyspy Dziewicze Stanów Zjednoczonych | WBC                          | 0             |
| 29 kwietnia 1995 | 14 kwietnia 2001     | Bernard Hopkins         | Stany Zjednoczone                    | IBF                          | 13            |
| 19 maja 1995 | 1997                 | Lonnie Bradley          | Stany Zjednoczone                    | WBO                          | 6             |
| Bradley zdobył wakujący tytuł WBO po pokonaniu Davida Mendeza. Zrezygnował z tytułu ze względu na kontuzję.                                                                                           |                      |                         |                                      |                              |               |
| 19 sierpnia 1995 | 16 marca 1996        | Quincy Taylor           | Stany Zjednoczone                    | WBC                          | 0             |
| 19 grudnia 1995 | 24 czerwca 1996      | Shinji Takehara         | Japonia                              | WBA                          | 0             |
| 16 marca 1996 | 2 maja 1998          | Keith Holmes            | Stany Zjednoczone                    | WBC                          | 2             |
| 24 czerwca 1996 | 23 sierpnia 1997     | William Joppy           | Stany Zjednoczone                    | WBA                          | 2             |
| 23 sierpnia 1997 | 31 stycznia 1998     | Julio César Green       | Dominikana                           | WBA                          | 0             |
| 13 grudnia 1997 | 1998                 | Otis Grant              | Jamajka                              | WBO                          | 1             |
| Grant zdobył wakujący tytuł WBO pokonując Ryana Rhodesa. Zrezygnował z tytułu przystępując do walki z Royem Jonesem Jr o tytuły WBA i WBC w wadze półciężkiej.                                        |                      |                         |                                      |                              |               |
| 31 stycznia 1998 | 12 maja 2001         | William Joppy           | Stany Zjednoczone                    | WBA                          | 1             |
| 2 maja 1998 | 24 kwietnia 1999     | Hacine Cherifi          | Francja                              | WBC                          | 0             |
| 30 stycznia 1999 | listopad 1999        | Bert Schenk             | Niemcy                               | WBO                          | 1             |
| Schenk zdobył wakujący tytuł WBO po zwycięstwie nad Freemanem Barrem. został pozbawiony tytuł ze względu na przeciągające się leczenie kontuzji.                                                      |                      |                         |                                      |                              |               |
| 24 kwietnia 1999 | 14 kwietnia 2001     | Keith Holmes            | Stany Zjednoczone                    | WBC                          | 2             |
| listopad 1999 | 27 listopada 1999    | Jason Matthews          | Wielka Brytania                      | WBO                          | 0             |
| Matthews od 17 lipca 1999 był posiadaczem tytułu przejściowego mistrza WBO. Po pozbawieniu tytuł Berta Schenka został mistrzem.                                                                       |                      |                         |                                      |                              |               |
| 27 listopada 1999 | 6 kwietnia 2002      | Armand Krajnc           | Szwecja                              | WBO                          | 3             |
| 14 kwietnia 2001 | 29 września 2001     | Bernard Hopkins         | Stany Zjednoczone                    | WBC i IBF                    | 1             |
| 12 maja 2001 | 29 września 2001     | Félix Trinidad          | Portoryko                            | WBA                          | 0             |
| 29 września 2001 | 18 września 2004     | Bernard Hopkins         | Stany Zjednoczone                    | WBA, WBC & IBF               | 5             |
| 6 kwietnia 2002 | 2002                 | Harry Simon             | Namibia                              | WBO                          | 0             |
| Simona pozbawiono tytułu po spowodowaniu wypadku samochodowego w listopadzie 2002, w którym odniósł poważne obrażenia, a trzy osoby zginęły.                                                          |                      |                         |                                      |                              |               |
| 29 czerwca 2003 | 13 września 2003     | Héctor Javier Velazco   | Argentyna                            | WBO                          | 0             |
| 10 maja 2003 po pokonaniu Andreasa Galfi został przejściowym mistrzem WBO. Po pozbawieniu tytułu Harry Simona (obrażenia po wypadku samochodowym) został mistrzem pełnoprawnym.                       |                      |                         |                                      |                              |               |
| 13 września 2003 | 5 czerwca 2004       | Felix Sturm             | Niemcy                               | WBO                          | 1             |
| 1 maja 2004 | 11 marca 2006        | Maselino Masoe          | Nowa Zelandia                        | WBA                          | 0             |
| 5 czerwca 2004 | 18 września 2004     | Óscar de la Hoya        | Stany Zjednoczone                    | WBO                          | 0             |
| 18 września 2004 | 16 lipca 2005        | Bernard Hopkins         | Stany Zjednoczone                    | Uniwersalny                  | 1             |
| 16 lipca 2005 | 3 grudnia 2005       | Jermain Taylor          | Stany Zjednoczone                    | Uniwersalny                  | 0             |
| Taylor zrezygnował z tytułu IBF aby ponownie spotkać się z Hopkinsem. |                      |                         |                                      |                              |               |
| 3 grudnia 2005 | 11 marca 2006        | Jermain Taylor          | Stany Zjednoczone                    | WBA, WBC i WBO               | 1             |
| Taylor zrezygnował z tytułu WBA wybierając konfrontację z Ronaldem Wrightem. |                      |                         |                                      |                              |               |
| 10 grudnia 2005 | 12 lipca 2009        | Arthur Abraham          | Niemcy                               | IBF                          | 10            |
| Abraham zrezygnował z tytułu IBF kontynuując karierę w super średniej. |                      |                         |                                      |                              |               |
| 11 marca 2006 | 29 września 2007     | Jermain Taylor          | Stany Zjednoczone                    | WBC i WBO                    | 3             |
| 11 marca 2006 | 15 lipca 2006        | Felix Sturm             | Niemcy                               | WBA                          | 0             |
| 15 lipca 2006 | 28 kwietnia 2007     | Javier Castillejo       | Hiszpania                            | WBA                          | 1             |
| 28 kwietnia 2007 | 1 września 2012      | Felix Sturm             | Niemcy                               | WBA i WBA Super              | 12            |
| 29 września 2007 | 17 kwietnia 2010     | Kelly Pavlik            | Stany Zjednoczone                    | WBC i WBO                    | 4             |
| 19 września 2009 | 7 maja 2011          | Sebastian Sylvester     | Niemcy                               | IBF                          | 3             |
| 17 kwietnia 2010 | czerwiec 2010        | Sergio Gabriel Martínez | Argentyna                            | WBC i WBO                    | 0             |
| WBO pozbawiła Sergio Gabriel Martíneza pasa ze względu na brak decyzji, który tytuł wybiera (był również posiadaczem pasa WBC w junior średniej).                                                     |                      |                         |                                      |                              |               |
| czerwiec 2010 | styczeń 2011         | Sergio Gabriel Martínez | Argentyna                            | WBC                          | 1             |
| Martínez utracił tytuł WBC unikając walki z Sebastianem Zbikiem. |                      |                         |                                      |                              |               |
| 31 lipca 2010 | sierpień 2012        | Dmitrij Pirog           | Rosja                                | WBO                          | 3             |
| Pirog zdobył wakujący tytuł zwyciężając Amerykanina Daniela Jacobsa przez nokaut w piątej rundzie. Został pozbawiony tytułu za odmowę walki z Hassanem N’Damem N’Jikamem (Francja).                   |                      |                         |                                      |                              |               |
| 14 października 2010 | 26 lipca 2014        | Giennadij Gołowkin      | Kazachstan                           | WBA                          | 10            |
| Gołowkin 14 sierpnia 2010 został tymczasowym a następnie regularnym mistrzem WBA. 26 lipca 2014 po pokonaniu Daniela Geale'a został mianowany supermistrzem WBA.                                      |                      |                         |                                      |                              |               |
| styczeń 2011 | 4 czerwca 2011       | Sebastian Zbik          | Niemcy                               | WBC                          | 0             |
| 11 lipca 2009 Zbik został tymczasowym mistrzem WBC. Po pozbawieniu tytułu Martíneza został pełnoprawnym mistrzem.                                                                                     |                      |                         |                                      |                              |               |
| 7 maja 2011 | 1 września 2012      | Daniel Geale            | Australia                            | IBF                          | 2             |
| 4 czerwca 2011 | 15 września 2012     | Julio César Chávez Jr.  | Meksyk                               | WBC                          | 3             |
| sierpień 2012 | 20 października 2012 | Hassan N’Dam N’Jikam    | Francja                              | WBO                          | 0             |
| Hassan N’Dam N’Jikam 4 maja 2012 zdobył tytuł mistrza tymczasowego. Po pozbawieniu tytułu Piroga został awansowany na mistrza regularnego.                                                            |                      |                         |                                      |                              |               |
| 1 września 2012 | 17 sierpnia 2013     | Daniel Geale            | Australia                            | IBF i WBA Super              | 1             |
| Geale stracił tytuł WBA Super za podjęcie walki z Anthonym Mundine. (W Obronach zostanie uwzględniony tylko pas IBF)                                                                                  |                      |                         |                                      |                              |               |
| 15 września 2012 | 7 czerwca 2014       | Sergio Gabriel Martínez | Argentyna                            | WBC                          | 1             |
| 20 października 2012 | wrzesień 2014        | Peter Quillin           | Stany Zjednoczone                    | WBO                          | 3             |
| 17 sierpnia 2013 | 7 grudnia 2013       | Darren Barker           | Wielka Brytania                      | IBF                          | 0             |
| 7 grudnia 2013 | 31 maja 2014         | Felix Sturm             | Niemcy                               | IBF                          | 0             |
| 31 maja 2014 | 8 października 2014  | Sam Soliman             | Australia                            | IBF                          | 0             |
| 7 czerwca 2014 | Nadal                | Miguel Angel Cotto      | Portoryko                            | WBC                          | 1             |
| 26 lipca 2014 | Nadal                | Giennadij Gołowkin      | Kazachstan                           | WBA Super                    | 3             |
| 9 sierpnia 2014 | Nadal                | Daniel Jacobs           | Stany Zjednoczone                    | WBA                          | 2             |
| Po mianowaniu dotychczasowego mistrza WBA Giennadija Gołowkina supermistrzem, Jacobs zdobył tytuł regularnego mistrza świata WBA po pokonaniu Jarroda Fletchera przez techniczny nokaut w 5. rundzie. |                      |                         |                                      |                              |               |
| 8 października 2014 | 6 lutego 2015        | Jermain Taylor          | Stany Zjednoczone                    | IBF                          | 0             |
| Taylor został pozbawiony tytułu mistrza świata IBF 6 lutego 2015. |                      |                         |                                      |                              |               |
| 13 grudnia 2014 | Nadal                | Andy Lee                | Irlandia                             | WB0                          | 0             |
| Lee zdobył wakujący tytuł mistrza świata WBO po pokonaniu Matwieja Korobowa przez techniczny nokaut w 6. rundzie.                                                                                     |                      |                         |                                      |                              |               |
| 20 czerwca 2015 | Nadal                | David Lemieux           | Kanada                               | IBF                          | 0             |
| Lemieux zdobył wakujący tytuł mistrza świata IBF po pokonaniu na punkty Hassana N’Dama N’Jikama. |                      |                         |                                      |                              |               |